# Oranje Voetbalmuseum
Oranje Voetbalmuseum är ett fotbollsmuseum tillhörande Oranje Supporterclub som är holländska fotbollslandslagets fanklubb. Museet är inte beläget i en fotbollsarena, vilket är ovanligt för museitypen, utan på Kalverstraat i centrala Amsterdam. Utställningarna är delade i fem delar och presenterar holländska landslagets historia, dess bragder och triumfer. Segern i EM 1988 är särskilt central och man har många föremål från stjärnor såsom Johan Neeskens och Marco van Basten.